# Carl Nielsen-udgaven
Carl Nielsen Udgaven (The Carl Nielsen Edition) omfatter samtlige Nielsens værker i en tosproget praktisk-videnskabelig udgave på musikfilologisk grundlag. Projektet blev påbegyndt i 1993 i Det Kongelige Biblioteks regi i København, hvor hovedparten af kildematerialet også findes.
De første to bind udkom i 1997 og siden har yderligere mere end 50 bind (inklusive variantudgaver) set dagens lys. Udgaven afsluttede sit arbejde i marts 2009, og hermed er samtlige Carl Nielsens værker tilgængelige for forskere og musikere i en ny, gennemrevideret videnskabelig udgave. En tematisk-bibliografisk fortegnelse over alle værker, kilder og litteratur afsluttedes i 2014.
I forlængelse af Carl Nielsen-udgavens arbejde udsendte Dansk Center for Musikudgivelse i 2014 en digital tematisk-bibliografisk fuldstændig fortegnelse over alle værker, kilder og litteratur (inklusive forskellige versioner af samme værk), Carl Nielsen Works Catalogue, (CNW).